# Факторинг
Факторингът е търговска операция, при която търговски субект продава своите вземания (по фактури) от клиенти на трето лице в замяна на незабавно плащане, което е по-малко в общия случай от номиналната фактурирана стойност на вземанията.
Предоставя възможност на бизнеса бързо да осребри вземанията си, за да задоволи настоящите си и непосредствени парични нужди.
По своята икономическа същност факторингът е много близък до форфетирането с тази разлика, че при последното става въпрос за конкретна сделка по внос-износ (а не за цялата съвкупност от балансови вземания). В този смисъл – форфетирането е частен случай на факторинга.
Икономическият смисъл на операцията е да бъде освободен оборотният капитал на фирмата, „замразен“ във вземания по неплатени фактури, и да бъде реинвестиран в текущата дейност на фирмата.
Факторингът според определението в т. 11 на § 1 от допълнителните разпоредби на ЗКПО е сделка по прехвърляне на еднократни или периодични парични вземания, произтичащи от доставка на стоки или предоставяне на услуги, независимо дали лицето, придобило вземанията (фактор), поема риска от събирането на тези вземания срещу възнаграждение".
Факторинговите сделки са предмет на дейността и на банките и небанковите финансови институции.
Договорът за факторингова сделка е двустранен, възмезден и дългосрочен и съдържа елементи на договора за цесия и договора за извършване на услуга. Отношенията по факторингова сделка включват три страни:
1. предприятие, което продава стоки или услуги с отсрочено плащане;
2. предприятие – купувач на стоки или услуги, което е платец по сделката с предприятието продавач;
3. фактор – лице (банка, небанкова институция, предприятие), което действа като агент, поемайки задължението да събере вземането от купувача платец и да го предостави на продавача.

Видове Факторинг:
- открит и скрит факторинг:
  - при открития факторинг длъжникът по сделката, в лицето на купувача, е информиран за прехвърлянето на вземанията и той извършва плащането пряко към фактора,
  - при скрития факторинг купувачът не е уведомен за фикторинговата операция и плаща дължимата сума на продавача, а продавачът получава определените суми;
- същински и несъщински факторинг:
  - при същинския факторинг факторът поема риска, като купува вземанията без право на регресен иск към продавача на стоките и услугите,
  - при несъщинския факторинг продавачът остава регресивен длъжник и е потенциално изложен на претенции от страна на фактора за изплащане на дължимите суми по вземанията.

Договорът за факторинг предвижда възнаграждение за фактора. В него се включва обичайният пазарен процент комисиона за извършване на операциите по сделката, както и сума за покриване на разходи по ползван кредит, ако с него плаща на продавача. Като елемент на възнаграждението може да се разчита и разход за застраховане на риска. Възнаграждението се договаря в абсолютна сума или в процент от стойността на сделката.
Факторинговата сделка е облагаема доставка по Закона за ДДС съгласно чл. 46, т. 3 на закона. Облагаемата основа се определя от размера на възнаграждението по договора, а самата стойност на вземането е необлагаема, тъй като тя е обложена при сделката за покупко-продажба между продавача и купувача.